# Filmfare Awards South
Filmfare Awards South — це південно-індійська щорічна кінопремія, що вручається The Times Group, щоб вшанувати як мистецьку, так і технічну майстерність професіоналів кіноіндустрії Південної Індії. Актори тамільської, телугу, малаялам та каннада мов демонструють свої таланти на сцені. Вперше церемонія нагородження відбулась в 1954 році, за випущені у 1952-53 роки фільми та кінопремії, спочатку визнавали кіноіндустрію хінді. У 1964 році нагороди були розширені за найкращу картину тамілу, телугу, бенгалі та маратхі, за фільми, випущені у 1963 році. Включення малаялам кіно до нагород відбулося в 1967 році, тоді як каннада кіно було визнано в 1970 році. Кожна регіональна галузь отримує власний набір творчих нагород у щорічних церемоніях, які проводяться переважно у Ченнаї та Гайдарабаді.
На відміну від Національних кінопремій, які визначаються комісією, призначеною урядом Індії, за нагороди Filmfare South голосують як громадськість, так і експертний комітет. Нагороди «Filmfare» називають в Індії рівнозначними нагородам Оскар (кінопремії) за їх показові церемонії та висвітлення у ЗМІ, хоча Національна кінопремія частіше відрізняється своєю критичною суворістю та загальноіндійським зверненням.

## Суперлативи
| Найвищий ступінь                                    | Художник                   | Запишіть     |
| --------------------------------------------------- | -------------------------- | ------------ |
| Більшість індивідуальних перемог                    | Камал Хаасан               | 19 нагород   |
| Більшість індивідуальних номінацій                  | Шрея Гошаль                | 44 номінації |
| Більшість режисерських нагород                      | К. Балачандер, К. Вісванат | 8 нагород    |
| Більшість нагород музичного спрямування             | А. Р. Рахаман              | 17 нагород   |
| Найбільше акторських нагород — Чоловіки             | Камал Хаасан               | 16 нагород   |
| Більшість акторських нагород — Жінки                | Лакшмі, Manju Warrier      | 7 нагород    |
| Найбільше нагород співака за відтворення — Чоловіки | Картик                     | 6 нагород    |
| Найбільше нагород співачки за відтворення — Жінки   | Шрея Гошаль                | 10 нагород   |
|                                                     |                            |              |

## Записи
Найбільше нагород за один фільм
- Nuvvostanante Nenoddantana (2005) = 9[2]

Найбільше нагород за найкращого режисера
- К. Вісванат = 8
- К. Балачандер = 8

Найбільше нагород за найкращого актора
- Камал Хасан = 16
- Маммутті = 12

Найбільше нагород за найкращу акторку
- Лакшмі = 7
- Manju Warrier = 6
- Саріта = 6
- Віджаяшанті = 6

Найбільше нагород за найкращого артиста
- Джагапаті Бабу = 4

Найбільше нагород за найкращу акторку, яка підтримує роль
- Саранія Понваннан = 5

Найбільше нагород за музичне керівництво
- Алла Ракха Рахман = 17
- Деві Шрі Прасад = 9

Найбільше нагород за жіночий спів
- Шрея Гошаль = 10
- K.S. Chithra = 8

Найбільше нагород за чоловічий спів
- Картик = 6
- Віджай Єсудас = 5

## Історія
Вперше нагороди були вручені в 1953 році, а церемонія проводилася разом з нагородами Bollywood кінопреміями. Нагородження відбувалося в Арангамі Калайванар, Ченнаї. Пізніше церемонія перейшла до самобутньої музичної академії.
У 1953 р. спочатку визнали кіноіндустрію хінді. У 1963 році нагороди поширюються за кращу картину тамілу, телугу, бенгалі та маратхі та з 1966 року додаються фільми малаялама. Каннадські фільми стали частиною події в 1969 році. У 1972 році нагороди були розіграні в категорії «Найкращий актор», «Найкраща акторка» та «Найкращий режисер» у всіх фільмах південної Індії. Категорії спеціальних нагород були введені у 1980-х та найкраще музичне керівництво у 1990-х. Нагорода за життєві досягнення — Південь вперше була вручена в 1983 році. Нагорода за кращий чоловічий дебют та жіночий дебют вручалася нерегулярно в той же період. Категорії найкращого виконання чоловічого співу та найкращого жіногочого співу були введені в 1997 році. У 2002 році були нагороджені актори, які підтримують тамілу та телугу фільми. Починаючи з 2005 року ці нагороди поширювались на кіноіндустрію малайялам та каннада. Того ж року були також представлені додаткові категорії, такі як Best Lyricist, Best Playback Singing. Нагороди за кращу комедію присуджувалися з 2002 по 2006 рік, а згодом були припинені.

## Статуетка
Статуетка зображує жінку, руки якої піднімаються в танцювальному номері, коли пальці торкаються, зазвичай її називають «Чорна леді» (або «Дама в чорному»). Спочатку розроблена Н. Г. Фансаре під керівництвом художнього директора Times of India Вальтера Лангхаммера. Як правило, виготовляється з бронзи, висота — 46,5 см і важить близько п'яти кг.
Під час відзначення 25-ї річниці нагородження статуетки були виконані із срібла, а під час святкування 50-чя їх виготовляли із золота.

## Призи
Станом на 2006 рік у кожній із чотирьох галузей кіно існувала загальна кількість 10 категорій.

### Творчі нагороди

#### Телугу кіно
- Премія кінофестивалю за найкращий фільм — Телугу : 1963 рік
- Премія кінорежисури за найкращого режисера — Телугу : 1972 рік
- Премія кінофестивалю за найкращого актора — Телугу : 1972 рік
- Премія кінофестивалю за найкращу акторку — Телугу : 1972 рік
- Премія кінофестивалю за найкращого актора -виконавця — Телугу : 2002 ріку
- Премія кінофестивалю за найкращу акторку — виконавицю — Телугу : 2002 рік
- Премія кінофестивалю за найкращого музичного режисера — Телугу : 1990 рік
- Премія кінофестивалю за найкращу лірику — телугу : 2005 рік
- Премія кінофестивалю за найкращого співака — телугу : 1997 рік
- Премія кінофестивалю за найкращу співчку — телугу : 2004 рік

#### Тамільське кіно
- Премія кінофестивалю за найкращий фільм — Тамілу : 1963 рік

#### Малаялам кіно
- Премія кінофестивалю за найкращий фільм — Малаялам : 1966 рік
- Премія кінофестивалю за найкращого актора — Малаялам : 1972 рік
- Премія кінофестивалю за найкращу акторку — Малаялам : 2006 рік
- Премія кінофестивалю за найкращого музичного режисера — Малаялам : 1990 рік

#### Каннада кіно
- Премія кінофестивалю за найкращий фільм — Каннада : 1969 рік
- Премія кінофестивалю за найкращого актора — Каннада : 1972 рік
- Премія кінофестивалю за найкращу акторку — Каннада : 1972 рік
- Премія кінофестивалю за найкращу акторку — Каннада : 2006 рік
- Премія кінофестивалю за найкращого музичного режисера — Каннада : 1990 рік
- Премія кінофестивалю за найкрау лірику — Каннада : 2006 рік

### Технічні нагороди
- Премія кінофестивалю за найкращого художнього режисера — Південь : 1998 рік
- Премія кінофестивалю за найкращого кінематографа — Південь : 1997 рік
- Премія кінофестивалю за найкращі спецефекти — Південь: 2012 рік
- Премія кінофестивалю за найкращий костюм — Південь: з 2010 рік

### Спеціальні нагороди
- Премія кінофестивалю за найкращий жіночий дебют — Південь : 1997 рік

### Відмінені нагороди
- Премія кінофестивалю за найкращу комедію — Тамілу: 2002—2006
- Премія кінофестивалю за найкращу комедію — Телугу: 2002—2005
- Премія кінофестивалю за найкращого злочинця — Тамілу: 2002—2005
- Премія кінофестивалю за найкращого злочинця — Телугу: 2002—2005

## Церемонії
- 66-а кінопремія «Південь», що відбулася 21 грудня 2019 року в Ченнаї, Таміл Наду
- 63-а премія кінофестивалю «Південь» відбулася 18 червня 2016 року в Гайдерабаді, штат Телангана
- 62-а нагорода кінофестивалю «Південь», що відбулася 26 червня 2015 року в Ченнаї, Таміл Наду
- 61-а премія кінофестивалю «Південь», що відбулася 12 липня 2014 року в Ченнаї, Таміл Наду
- 60-та нагорода кінофестивалю «Південь», що відбулася 20 липня 2013 року в Гайдерабаді, штат Андхра-Прадеш
- 59-та кінофестивальна премія «Південь», що відбулася 7 липня 2012 року в Ченнаї, Таміл Наду
- 56-та нагорода кінофестивалю «Південь», що відбулася 31 липня 2009 року в Гайдерабаді, штат Андхра-Прадеш